# Mayerhofen (Gemeinde Friesach)

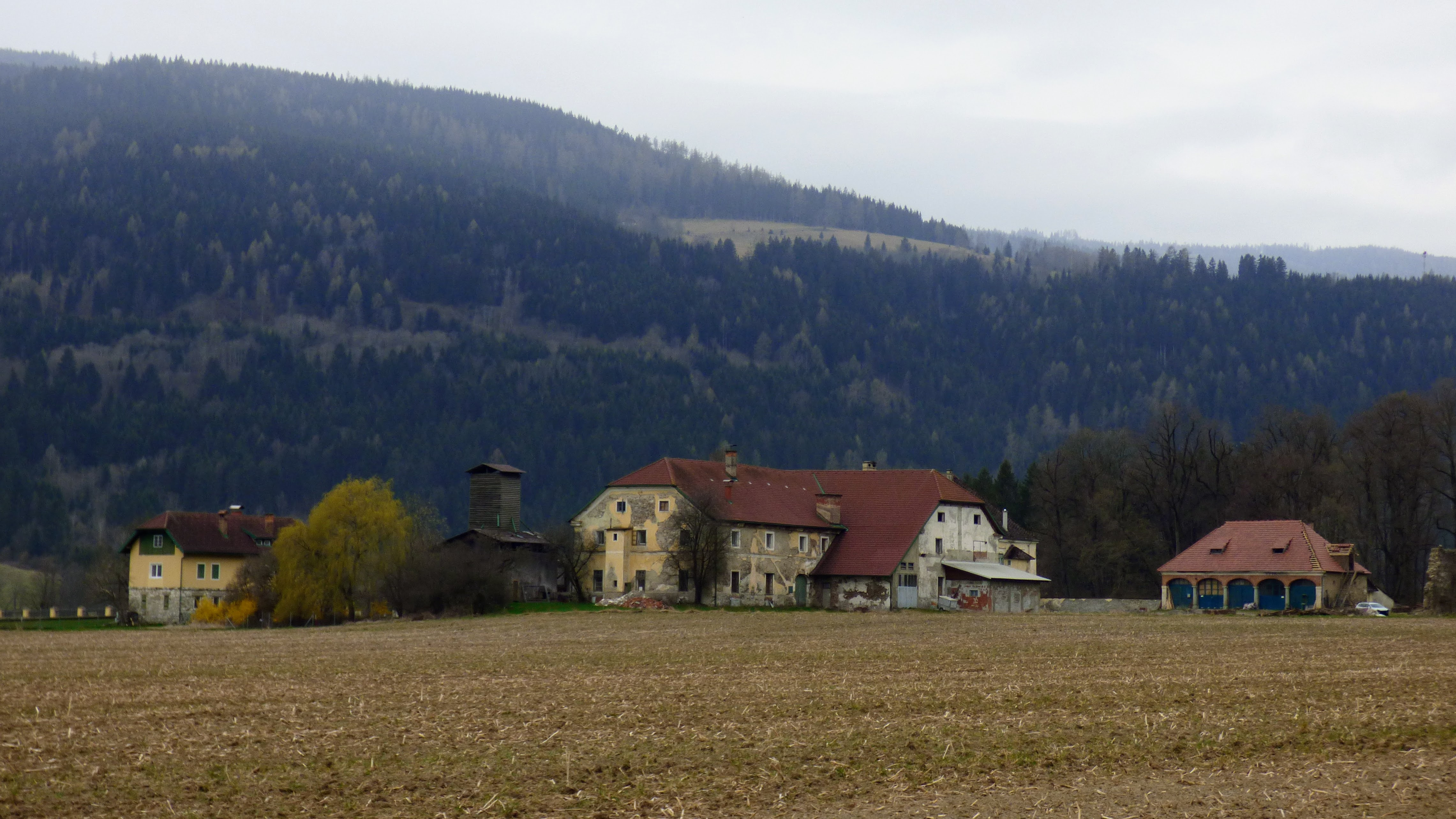
Nebengebäude des Schlosses Mayerhofen

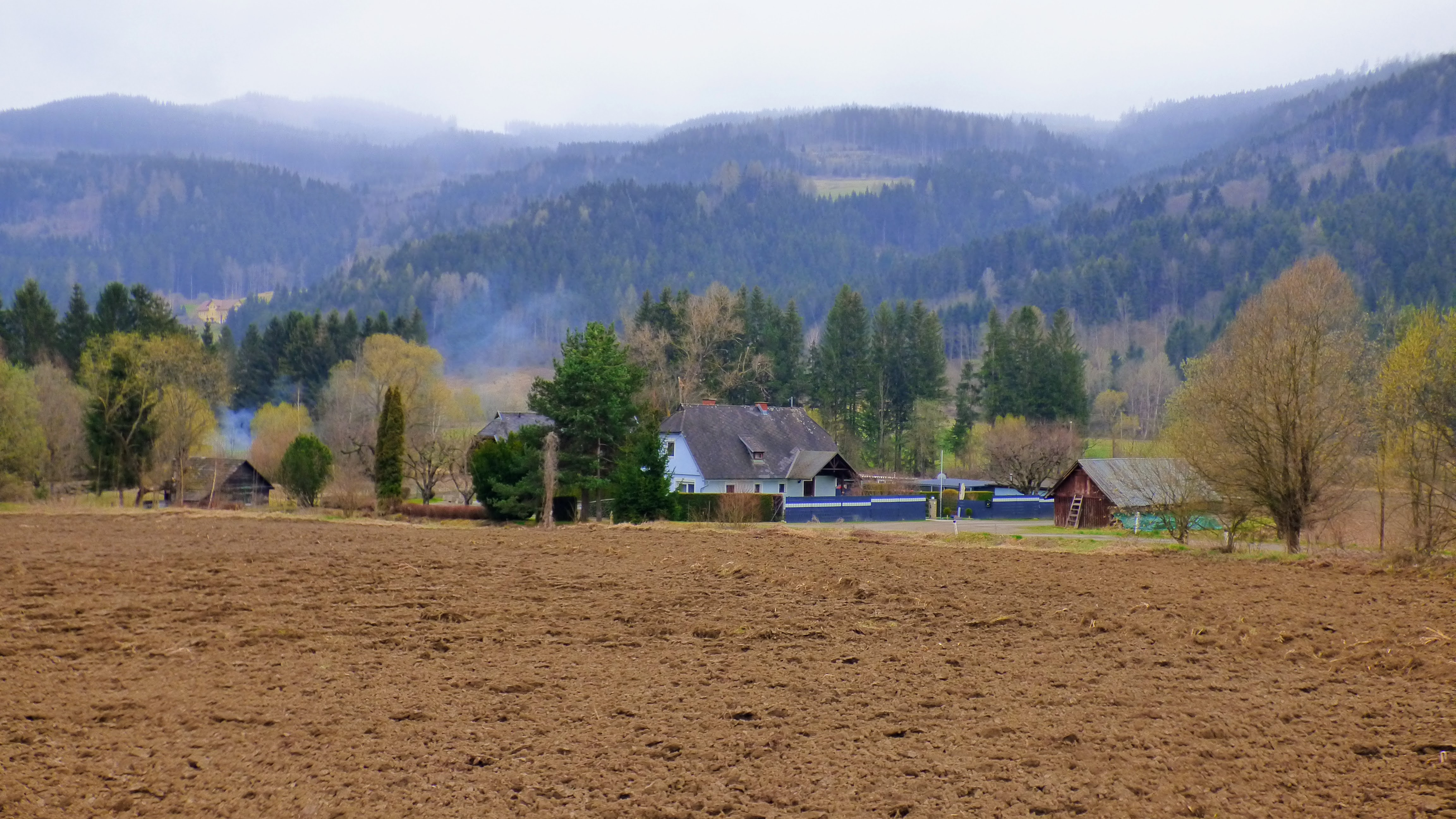
Zur Ortschaft Mayerhofen gehörende Häuser, nahe St. Salvator

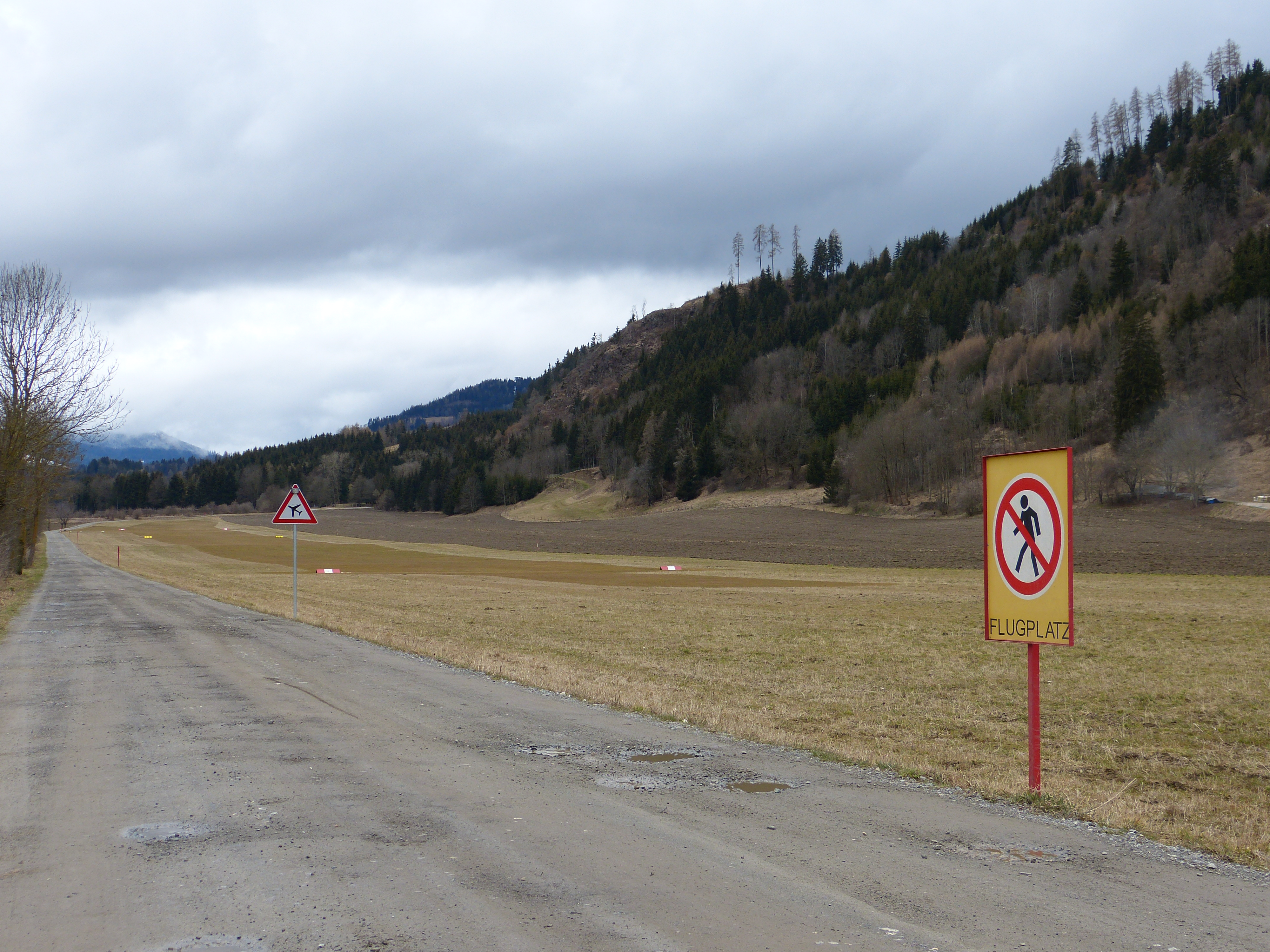
Flugplatz Mayerhofen

Mayerhofen ist eine Ortschaft in der Gemeinde Friesach im Bezirk Sankt Veit an der Glan in Kärnten (Österreich). Die Ortschaft hat 11 Einwohner (Stand 1. Jänner 2024). Sie liegt auf dem Gebiet der Katastralgemeinde St. Salvator. Der Ort wird vom Schloss Mayerhofen dominiert; abgesehen vom Schloss und dessen Nebengebäuden gehören nur drei weitere Häuser zur Ortschaft.

## Lage
Die Ortschaft liegt im Norden des Bezirks St. Veit an der Glan, wo sich das Metnitztal zum Friesacher Feld öffnet. Das Schloss und dessen Nebengebäude liegen etwa einen Kilometer östlich des Dorfs St. Salvator, die drei weiteren zum Dorf gehörenden Häuser befinden sich etwa 600 m südwestlich des Schlosses unweit des Ortsrands von St. Salvator.
Nördlich des Schlosses gehörte früher der mittlerweile abgekommene Hof Ofenbauer zur Ortschaft; heute befindet sich dort ein Flugfeld.

## Geschichte
Im Jahre 1937 wurde bei Bauarbeiten nahe bei Schloss Mayerhofen in 4,5 m Tiefe ein Skelett samt Grabbeigaben gefunden, das belegt, dass hier schon vor etwa 4500 Jahren Menschen lebten.
Maierhove wurde 1260 urkundlich genannt. 1303 schenkte der Salzburger Erzbischof Friedrich diesen Meierhof an das Friesacher Maria-Magdalena-Kloster.
Das heutige Schloss wurde im späten 17. Jahrhundert errichtet. Im 18. Jahrhundert kam das Anwesen in Besitz der Grafen Gaisruck, später in jenen der Grafen Aichelburg, dann Familie Urschenbeck. Ab 1713 war das Schloss im Privatbesitz des Gurker Fürstbischofs Jakob Maximilian von Thun und Hohenstein und diente ihm als Sommersitz. Danach erwarb es Bischof Salm-Reiferscheid. Anfang des 19. Jahrhunderts folgten mehrere Besitzerwechsel rasch aufeinander: 1808 erwarb es der Hofsekretär Peter Ritter von Mayerhofen, 1812 Karl Anton von Dresdnern, 1815 Josef Peter von Mayerhofen und 1819 Louis Ritter von Globig-Jagdsheim.
Auf dem Gebiet der Steuergemeinde St. Salvator liegend, gehörte Mayerhofen in der ersten Hälfte des 19. Jahrhunderts zum Steuerbezirk Dürnstein. Bei Gründung der Ortsgemeinden in Verbindung mit den Verwaltungsreformen Mitte des 19. Jahrhunderts kam Mayerhofen an die Gemeinde St. Salvator.
Im Jahre 1844 kam das Schloss an Friedrich Edler von Knapitsch, der auch Besitzer der Herrschaften Silberegg und Grünburg und der Güter Krasta, Wällischhof und Sonnberg war. Das Gut blieb dann etwa 150 Jahre im Besitz der Familie Knappitsch. Zum Jahreswechsel 1907/08 wurde an der Metnitz bei Mayerhofen ein im Auftrag des Herrn von Knapitsch von der Firma Ganz & Co errichtetes Elektrizitätswerk in Betrieb genommen; das Werk versorgte Gut Mayerhofen und den Ort St. Stefan mit Strom.
Während des Zweiten Weltkriegs waren russische Kriegsgefangene als Zwangsarbeiter in der Landwirtschaft auf Gut Mayerhofen eingesetzt. Wegen Misshandlung dieser Arbeiter, insbesondere im Sommer 1943, wurden 1947 drei Angestellte des Guts zu Haftstrafen verurteilt.
Im Jahre 1945 trat der Gutsbesitzer Franz Knapitsch für die Demokratische Partei Österreichs bei der Kärntner Landtagswahl an und errang ein Landtagsmandat. Nach einer Anzeige gegen Knapitsch kam es im Jänner 1946 zu umfangreichen Hausdurchsuchungen auf Gut Mayerhofen: Kunst- und Einrichtungsgegenstände aus dem Kunsthistorischen Institut in Florenz wurden ebenso beschlagnahmt wie militärische Ausrüstung und Sprengstoff. In der Folge wurde Franz Knapitsch in mehreren Prozessen schuldig gesprochen; die Verurteilung wegen illegaler Betätigung für die NSDAP vor 1938 hielt einer Berufung nicht stand.
Ende der 1950er Jahre wurde nördlich des Schlosses der Flugplatz Mayerhofen errichtet.
Seit 1973, durch die Auflösung der Gemeinde St. Salvator, gehört Mayerhofen zur Gemeinde Friesach. Das Schloss ist heute im Besitz der Privatstiftung eines Industriellen.

## Schloss Mayerhofen
Das denkmalgeschützte Schloss ist ein dreigeschoßiger kubischer Bau des späten 17. Jahrhunderts mit um 1790 gestalteten josephinischen Fassaden. Die Schauseite im Osten ist von einem hohen Dreiecksgiebel bekrönt. Im Giebel sind die Wappen des Erzbistums Salzburg und der Familie Knapitsch angebracht. In drei Räumen des Obergeschoßes haben sich Stuckaturen aus der ersten Hälfte und vom Ende des 18. Jahrhunderts erhalten. Der Biedermeiergarten wurde Anfang des 19. Jahrhunderts angelegt und mit einem Gartenpavillon mit Zwiebeldach ausgestattet. Das ovale Schwimmbecken mit Wasserspeiern wurde um 1900 errichtet.

## Bevölkerungsentwicklung
Für die Ortschaft zählte man folgende Einwohnerzahlen:
- 1869: 7 Häuser, 70 Einwohner[7]
- 1880: 5 Häuser, 75 Einwohner[8]
- 1890: 5 Häuser, 92 Einwohner[9]
- 1900: 5 Häuser, 88 Einwohner[10]
- 1910: 5 Häuser, 60 Einwohner[11]
- 1923: 6 Häuser, 79 Einwohner[12]
- 1934: 79 Einwohner[13]
- 1961: 9 Häuser, 75 Einwohner[14]
- 2001: 7 Gebäude (davon 4 mit Hauptwohnsitz) mit 7 Wohnungen; 19 Einwohner und 1 Nebenwohnsitzfall; 5 Haushalte; 0 Arbeitsstätten, 1 land- und forstwirtschaftlicher Betrieb[15]
- 2011: 7 Gebäude, 12 Einwohner, 5 Haushalte, 0 Arbeitsstätten[16]
- 2021: 6 Gebäude, 8 Einwohner, 3 Haushalte, 0 Arbeitsstätten[17]

## Persönlichkeiten
- Jakob Maximilian von Thun und Hohenstein (* 23. Juli 1681; † 26. Juli 1741 in Straßburg), Bischof von Gurk, verbrachte mehrere Sommer auf Schloss Mayerhofen.
- Gustav Friedrich von Knapitsch (* 10. Dezember 1880 auf Schloss Mayerhofen; † 20. Mai 1962 in Friesach), Maler
- Franz Knapitsch (* 1. Juni 1911 auf Schloss Mayerhofen; † 24. Mai 1980 in Wien), Kärntner Landtagsabgeordneter.